# On the Happy Side
On the Happy Side – album studyjny piosenkarza Binga Crosby’ego nagrany dla jego własnej firmy Project Records i wydany przez Warner Bros. Records w październiku 1962 roku. Jest to trzeci album Binga, który zawiera piosenki w stylu biesiadnym, wcześniejsze to Join Bing and Sing Along oraz 101 Gang Songs.

## Lista utworów

### strona 1
| 1. | Singin' in the Rain Darktown Strutters' Ball                                         | 3:06  |
|    |                                                                                      |       |
| 2. | My Little Grass Shack in Kealakekua, Hawaii Around Her Neck She Wore a Yellow Ribbon | 3:12  |
|    |                                                                                      |       |
| 3. | Me and My Shadow                                                                     | 2:56  |
|    |                                                                                      |       |
| 4. | Five Foot Two, Eyes of Blue Marching Along Together                                  | 3:33  |
|    |                                                                                      |       |
| 5. | Should I? (Reveal Exactly How I Feel) Blue Moon                                      | 3:22  |
|    |                                                                                      |       |
| 6. | Cecilia                                                                              | 2:51  |
|    |                                                                                      |       |
|    |                                                                                      | 19:00 |
|    |                                                                                      |       |

### strona 2
| 1. | Gimme a Little Kiss (Will Ya, Huh?) When the Red, Red Robin (Comes Bob, Bob, Bobbin' Along) | 3:12  |
|    |                                                                                             |       |
| 2. | The Loveliest Night of the Year                                                             | 2:09  |
|    |                                                                                             |       |
| 3. | Don't Sit Under the Apple Tree (with Anyone Else but Me) My Pony Boy                        | 2:36  |
|    |                                                                                             |       |
| 4. | The Man on the Flying Trapeze                                                               | 3:09  |
|    |                                                                                             |       |
| 5. | A-Tisket, A-Tasket Billy Boy                                                                | 3:11  |
|    |                                                                                             |       |
| 6. | Forever and Ever                                                                            | 3:15  |
|    |                                                                                             |       |
|    |                                                                                             | 17:32 |
|    |                                                                                             |       |